# Bahnstrecke Saint-Yzan–Blaye
| Eisenbahnsteg in Blaye, um 1905 |                      | | |
| Streckennummer (SNCF): | 547 000              | | |
| Streckenlänge: | 24,5 km              | | |
| Spurweite: | 1435 mm (Normalspur) | | |
| Maximale Neigung: | 10 ‰                 | | |
| |                      | | |
| \| \| \| Bahnstrecke Chartres–Bordeaux von Bordeaux-St-Jean \| \| \| \| 0,0 572,7 \| Saint-Mariens - Saint-Yzan \| Saint-Mariens - Saint-Yzan \| \| \| 0,4 572,3 \| Bahnstrecke Chartres–Bordeaux von / n. Chartres \| Bahnstrecke Chartres–Bordeaux von / n. Chartres \| \| \| \| Moron \| \| \| \| 4,9 \| Saint-Savin-de-Blaye \| Saint-Savin-de-Blaye \| \| \| \| Moron \| \| \| \| \| A 10 \| \| \| \| 11,1 \| Saint-Christoly-de-Blaye \| Saint-Christoly-de-Blaye \| \| \| 13,x \| Les Érits \| Les Érits \| \| \| 15,6 \| Berthenon-Berson \| Berthenon-Berson \| \| \| ~18,1 \| D 137 (ehem. N 137b) \| D 137 (ehem. N 137b) \| \| \| 19,3 \| Cars-Saint-Paul \| Cars-Saint-Paul \| \| \| \| \| \| \| \| ~22,2 \| Bahnstrecke Saint-André-de-Cubzac–Blaye von St-André-de-Cubzac (Réseau des Landes, de la Gironde et du Blayais) \| Bahnstrecke Saint-André-de-Cubzac–Blaye von St-André-de-Cubzac (Réseau des Landes, de la Gironde et du Blayais) \| \| \| \| \| \| \| \| ~23,0 \| Bahnstrecke Blaye–Saint-Ciers-sur-Gironde v. St-Ciers-sur-Gironde \| Bahnstrecke Blaye–Saint-Ciers-sur-Gironde v. St-Ciers-sur-Gironde \| \| \| ~23,6 \| D 937 (ehem. N 137) \| D 937 (ehem. N 137) \| \| \| ~24,1 \| Port de Blaye \| Port de Blaye \| \| \| 24,4 \| Blaye \| Blaye \| |                      | | |
| |                      | Bahnstrecke Chartres–Bordeaux von Bordeaux-St-Jean                                                              | |
| Bahnhof | 0,0 572,7            | Saint-Mariens - Saint-Yzan                                                                                      | Saint-Mariens - Saint-Yzan                                                                                      |
| Abzweig ehemals geradeaus, nach rechts und ehemals von rechts | 0,4 572,3            | Bahnstrecke Chartres–Bordeaux von / n. Chartres                                                                 | Bahnstrecke Chartres–Bordeaux von / n. Chartres                                                                 |
| Brücke über Wasserlauf (Strecke außer Betrieb) |                      | Moron | Moron |
| Bahnhof (Strecke außer Betrieb) | 4,9                  | Saint-Savin-de-Blaye                                                                                            | Saint-Savin-de-Blaye                                                                                            |
| Brücke über Wasserlauf (Strecke außer Betrieb) |                      | Moron | Moron |
| Brücke (Strecke außer Betrieb) |                      | A 10 | A 10 |
| Bahnhof (Strecke außer Betrieb) | 11,1                 | Saint-Christoly-de-Blaye                                                                                        | Saint-Christoly-de-Blaye                                                                                        |
| Haltepunkt / Haltestelle (Strecke außer Betrieb) | 13,x                 | Les Érits | Les Érits |
| Bahnhof (Strecke außer Betrieb) | 15,6                 | Berthenon-Berson                                                                                                | Berthenon-Berson                                                                                                |
| Bahnübergang (Strecke außer Betrieb) | ~18,1                | D 137 (ehem. N 137b)                                                                                            | D 137 (ehem. N 137b)                                                                                            |
| Bahnhof (Strecke außer Betrieb) | 19,3                 | Cars-Saint-Paul                                                                                                 | Cars-Saint-Paul                                                                                                 |
| |                      | | |
| Abzweig geradeaus und von links (Strecke außer Betrieb) | ~22,2                | Bahnstrecke Saint-André-de-Cubzac–Blaye von St-André-de-Cubzac (Réseau des Landes, de la Gironde et du Blayais) | Bahnstrecke Saint-André-de-Cubzac–Blaye von St-André-de-Cubzac (Réseau des Landes, de la Gironde et du Blayais) |
| |                      | | |
| Abzweig geradeaus und von rechts (Strecke außer Betrieb) | ~23,0                | Bahnstrecke Blaye–Saint-Ciers-sur-Gironde v. St-Ciers-sur-Gironde                                               | Bahnstrecke Blaye–Saint-Ciers-sur-Gironde v. St-Ciers-sur-Gironde                                               |
| Strecke mit Straßenbrücke (Strecke außer Betrieb) | ~23,6                | D 937 (ehem. N 137)                                                                                             | D 937 (ehem. N 137)                                                                                             |
| Abzweig geradeaus und nach links (Strecke außer Betrieb) · Betriebs-/Güterbahnhof Streckenende und quer | ~24,1                | Port de Blaye                                                                                                   | Port de Blaye                                                                                                   |
| Kopfbahnhof Streckenende (Strecke außer Betrieb) | 24,4                 | Blaye | Blaye |

Die Bahnstrecke Saint-Yzan–Blaye ist eine 24,5 km lange, eingleisige, nicht elektrifizierte Eisenbahnstrecke im französischen Département Gironde. Sie führt vom Bahnhof Saint-Mariens - Saint-Yzan an der Bahnstrecke Chartres–Bordeaux in westliche Richtung bis zum am Ästuar Gironde liegenden Blaye. Die Strecke ist weder entwidmet noch abgebaut, wird aber nicht mehr unterhalten oder bedient.

## Geschichte
Die Konzession für diese Strecke wurde am 18. Juli 1868 an die Bahngesellschaft Chemins de fer des Charentes (CFC) vergeben und zehn Jahre später, am 25. Mai 1878, von der Chemins de fer de l’État (ETAT) aufgekauft, weil der CFC die Insolvenz drohte.
Ursprüngliche Planungen sahen eine Querung der Gironde vor, gab es doch schon eine Fährverbindung an das gegenüberliegende Ufer in Lamarque und Planungen zur Anbindung an die 1868 in Betrieb gegangene Bahnstrecke Bordeaux-St-Louis–Pointe de Grave lagen auch schon vor. Damit hätte es eine Alternativverbindung nach Bordeaux gegeben. Es dauerte von dem Beginn der Initiative 1910 bis 1934, dass eine erste regelmäßige Fährverbindung mit sicheren Landungsbrücken zwischen den beiden Orten eingerichtet wurden, ohne eine Trajektierung zu berücksichtigen. Ende der 1910er Jahre wurden mit steigender Tendenz zwischen 3000 und 5000 Personen per Schiff befördert. Die 2014 in Dienst gestellte Sébastien Vauban befördert bei einer Fahr 40 PKW und zusätzlich 300 Personen.
In der Zwischenzeit, am 10. Oktober 1873, wurden die Abschnitte von Montendre nach Saint-Mariens - Saint-Yzan und von Saint-Mariens - Saint-Yzan nach Blaye eröffnet. 1911 ereignete sich im Bahnhof von Blaye ein Unfall, bei dem die Dampflokomotive in das Hafenbecken geriet.
Noch im Jahr der Übernahme durch die SNCF wurde der Personenverkehr auf der Strecke am 5. Dezember 1938 geschlossen, da eine neue Straßenverbindung zwischen den beiden Orten eingerichtet worden war. 2004 wurde der Güterverkehr eingestellt, nachdem es im Bereich des Hafenanschlusses zu einer erneuten Entgleisung gekommen war. Daraufhin wurde die Strecke vollständig stillgelegt.